# محمد الساقزلي
محمد الساقزلي (1892 - 14 يناير 1976) رئيس وزراء ليبيا (من فبراير إلى أبريل 1954).

## حكومة برقة
- في 1 يونيو 1949، أعلن أمير برقة السيد إدريس السنوسي «استقلال» برقة، ولذلك كان من الضروري تشكيل حكومة خاصة بها، وبعد حكومة استمرت لفترة قصيرة برئاسة عمر باشا الكيخيا، تولى محمد الساقزلي رئاسة حكومة ولاية برقة، في مارس 1950[2]
- في 24 ديسمبر 1951، أعلن الملك إدريس السنوسي استقلال ليبيا تحت اسم المملكة الليبية المتحدة، وتغيّر لقب الساقزلي من «رئيس وزراء» برقة إلى «حاكم» برقة، واستمر في هذا المنصب حتى مايو 1952[3]
- في ذلك التاريخ عينه الملك إدريس وزيراً للمعارف في الحكومة الاتحادية للدولة.[4]
- في سبتمبر 1953 عُيّن رئيساً للديوان الملكي.[4]

## تشكيل الوزارة
- في فبراير 1954 قام الساقزلي بتشكيل حكومته.[4]
- لكن وزارة الساقزلي لم تستمر طويلاً، ففي يوم 5 أبريل 1954 صدر قرار من المحكمة العليا القاضي ببطلان الأمر الملكي الصادر في 19 يناير 1954 القاضي بحل المجلس التشريعي لولاية طرابلس الغرب، وقامت على إثر ذلك مظاهرات في طرابلس نظمها واليها الصديق المنتصر ضد المحكمة العليا[5] (على اعتبار أنها ضد قرار الملك).
- في 7 أبريل اجتمع مجلس الوزراء، والمظاهرات مستمرة في طرابلس، وواليها مستمر في إجراء الانتخابات،[6] ما يعني عملياً تحديه لقرار المحكمة، فاتصل الساقزلي بالملك طالباً منه إصدار أمر للوالي بإيقاف الانتخابات،[7] وهو ما كان الملك على ما يبدو لا يوافق عليه.
- وفي اليوم التالي سُلّمت رسالة من الملك إدريس إلى الساقزلي طالباً الاستقالة.[8]

## ما بعد الوزارة
تولى الساقزلي منصب والي برقة مرة أخرى في 26 ديسمبر 1962، وظل في هذا المنصب حتى إلغاء النظام الاتحادي في 26 أبريل 1963.
توفي عام 1976.